# Јозуа Кимих
Јозуа Валтер Кимих (Ротвајл, 8. фебруар 1995) немачки је фудбалер који игра у Бајерну из Минхена и репрезентацији Немачке. Претежно игра по десној страни терена, као десни бек.

## Клупска каријера

### Рана каријера
Кимих је играо за јуниорску екипу Штутгарта пре него што се придружио Лајпцигу јула 2013. године. Штутгарт је обезбедио опцију да га купи поново. Дебитовао је за трећелигашки клуб 28. септембра те године, као замена Тијагу Рохенбаху у ремију са Унтерхахингом. Он је постигао свој први професионални гол у победи 3:2 против Зарбрукена 30. новембра 2013. Завршио је сезону 2013/14 са једним голом у 26 наступа. У сезони 2014/15, постигао је 2 гола у 29 наступа.

### Бајерн Минхен
Јануара 2015, Кимих прелази у Бајерн. У првој сезони у минхенском клубу имао је 23 наступа у лиги, од којих је 15 почео у стартној постави. Он је такође одиграо пуних 120 минута у Бајерновом финалу купа и победом над Борусијом из Дортмунда 21. маја на берлинском олимпијском стадиону.

#### Сезона 2016/17
Започео је сезону победом над Борусијом из Дортмунда 5:0 у немачком Супер купу. Дана 9. септембра је постигао свој први гол за Бајерн, у победи на гостовању над Шалкеом. Четири дана касније, постигао је прва два гола у Лиги шампиона у победи од 5:0 против ФК Ростов. Завршио је сезону 2016/17 са девет голова у 40 наступа.

#### Сезона 2017/18
Кимих је играо у суперкупу Немачке 2017. године и освојио титулу док је Бајерн савладао свог супарника Борусију Дортмунд 5:4 на пенале, где је резултат након продужетка био 2:2. Дана 16. септембра је направио укупно три асистенције Томасу Милеру, Арјену Робену и Роберту Левандовском против Мајнца у победи од 4:0. Дана 9. марта 2018, Кимих је потписао трогодишњи продужетак уговора који траје до 30. јуна 2023. Постигао је сваки погодак и у првој и у другој полуфиналној утакмици у Лиги шампиона против Реал Мадрида, али је његова екипа испала из такмичења због укупног резултата 4:3. Кимих је завршио сезону 2017/18 са 6 голова и 17 асистенција у 47 наступа.

#### Сезона 2018/19
Дана 12. августа, Кимих је започео сезону играјући у суперкупу Немачке и освојио титулу док је његова екипа победила Ајнтрахт Франкфурт резултатом 5:0. У овој сезони, Кимих је стигао до 100. лигашких наступа за Бајерн 9. фебруара 2019. у победи од 3:1 над Шалкеом.

## Стил игре
Хорст Хрубеш је похвалио Кимиха због његове разноврсности, говорећи: „Јозуа има огроман квалитет и разноврстан је у нападним и дефанзивним улогама”. Похвале Кимиховој свестраност дао је и чланак из 2017. на званичном сајту Бундеслиге, који га је назвао „швајцарским војничким ножом од играча”, наводећи као разлог да је Гвардиола претворио играча којег је некада називао „једним од најбољих централних бекова на свету” у десног бека.
Амин Јунес је похвалио Кимихову одбрамбену свест и у интервјуу, након такмичења по групама на Европском првенству за играче до 21 године, Амин га је упоредио са Гундоганом, али су га остали критичари упоредили са пензионисаним капитеном Бајерна Филипом Ламом. У Лајпцигу је био део изразито нападачког тима, у којем је његова способност одузимања лопте блистала. Кимих има одличан тајминг у свом нападу, може да дрибла и не смета му да уклизава. Кимих је рекао да су његова инспирација Филип Лам и Бастијан Швајнштајгер.

## Трофеји
Бајерн Минхен
- Првенство Немачке (9) : 2015/16, 2016/17, 2017/18, 2018/19, 2019/20, 2020/21, 2021/22, 2022/23, 2024/25.
- Куп Немачке (3) : 2015/16, 2018/19, 2019/20.
- Суперкуп Немачке (6) : 2016, 2017, 2018, 2020, 2021, 2022.
- Лига шампиона (1): 2019/20.
- УЕФА суперкуп (1) : 2020.
- Светско клупско првенство (1) : 2020.

Немачка до 19
- Европско првенство до 19 година (1) : 2014.

Немачка
- Куп конфедерација (1) : 2017.